# Ugento
Ugento (AFI:  /uˈʤɛnto/, Ušèntu in dialetto salentino) è un comune italiano di 11 903 abitanti della provincia di Lecce in Puglia.
Il territorio comunale è situato nel basso Salento e include un tratto della costa del mar Ionio. Il centro abitato, sorge in parte sul sito dell'antica Ozan (Uxentum in latino), importante città messapica. È sede della diocesi di Ugento-Santa Maria di Leuca.
Il comune di Ugento è stato riconosciuto come città d'arte e località ad economia turistica dalla regione Puglia nel 2008 per le sue bellezze architettoniche, archeologiche ed ambientali.
Dal 14 novembre 2018 Ugento è gemellato con Arcugnano in Provincia di Vicenza in Veneto.

## Geografia fisica
È situato su un modesto colle a un'altezza di 108 metri s.l.m.. L'area comunale si estende su un'area di 98,68 km² e comprende, oltre al capoluogo, le frazioni di Gemini e Torre San Giovanni, le marine di Torre Mozza e Lido Marini e la località Fontanelle. La costa di circa 12 km è prevalentemente bassa e sabbiosa, con rocce solo in alcuni brevi tratti. A ridosso di questa sono presenti numerosi bacini artificiali contornati da sterpeti e boschi di macchia mediterranea che si estendono fino all'entroterra, dove lasciano spazio a un paesaggio tipicamente agreste, caratterizzato da uliveti e vigne su bassi colli di rocce e terra rossa.

### Territorio
Il territorio di Ugento è vasto e piuttosto variegato. L'ampiezza della costa va di pari passo con una considerevole estensione nell'entroterra, caratterizzata da un sistema di coltivazione intensivo soprattutto di ulivo e vite e da massiccia presenza di aree di pascolo. Nonostante la grande estensione, le aree urbane sono relativamente piccole, il che spiega la non alta densità demografica.
Stratigraficamente il territorio è costituito da terreno vegetale e alternanze di calcari compatti (calcilutiti organogene), arenarie e calcareniti, terreni altamente permeabili e inclini a fenomeni carsici d'erosione (doline). Vista la totale mancanza di corsi d'acqua dolce superficiali, l'approvvigionamento idrico è dato dall'acquedotto pugliese e da pozzi artesiani.
Una particolarità importante del territorio di Ugento è costituita dalla presenza dei bacini di bonifica. La zona in prossimità della costa è stata da sempre caratterizzata dalla presenza di vaste aree paludose e malsane. Nel 1927, l'istituzione del Consorzio di bonifica Ugento-Li Foggi permise di dare il via ai lavori di risanamento che consistettero principalmente nella costruzione di grandi bacini, collegati fra loro tramite canali e sfocianti in mare, che permisero il deflusso delle acque altrimenti stagnanti. Con il terreno di risulta furono colmate le zone di maggiore depressione, consentendo il recupero di vastissime aree in parte rimboschite a conifere e in parte destinate all'agricoltura (in quanto il bacino costituiva un'importante risorsa idrica per l'irrigazione) e soprattutto permettendo di debellare definitivamente la malaria.
- Classificazione sismica: zona 4 (sismicità molto bassa), Ordinanza PCM n. 3274 del 20/03/2003

### Clima
Dal punto di vista meteorologico Ugento rientra nel territorio del basso Salento che presenta un clima prettamente mediterraneo, con inverni miti ed estati caldo umide. In base alle medie di riferimento, la temperatura media del mese più freddo, gennaio, si attesta attorno ai +9 °C, mentre quella del mese più caldo, agosto, si aggira sui +25,1 °C. Le precipitazioni medie annue, che si aggirano intorno ai 676 mm, presentano un minimo in primavera-estate ed un picco in autunno-inverno.
Facendo riferimento alla ventosità, i comuni del basso Salento risentono debolmente delle correnti occidentali grazie alla protezione determinata dalle serre salentine che creano un sistema a scudo. Al contrario le correnti autunnali e invernali da Sud-Est, favoriscono in parte l'incremento delle precipitazioni, in questo periodo, rispetto al resto della penisola.
- Classificazione climatica: zona C, 1163 GG

## Origini del nome
Secondo l'ipotesi di Francesco Ribezzo, ripresa successivamente da Antonio Nicolazzo, il nome di Ugento deriverebbe da Ausentum, collegandolo alla radice "Auso" che significa "lucente". Egli ricorda poi come nel periodo paleoitalico il mare Ionio si chiamasse Ausonium da Ausentum come l'Adriatico da Adria. Su emissioni monetali del III secolo a.C. è riportato il nome Aozen(tum)/Ozan(tum), da cui il significato di terra di Zeus.

## Storia

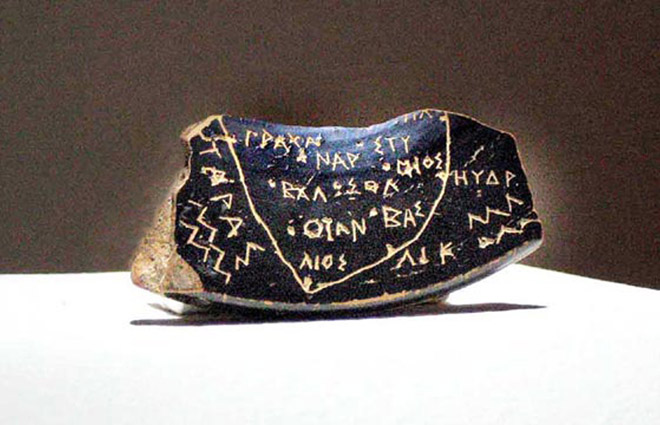
Ozan sulla Mappa di Soleto

La moderna cittadina di Ugento si sovrappone in gran parte ad uno dei principali centri messapici della penisola salentina, situato all'estremità meridionale di una serra. L'altura fu già occupata in età protostorica, ma testimonianze sicure di un insediamento si hanno solo a partire dal VI secolo a.C., epoca a cui risalgono due dei più importanti rinvenimenti: lo Zeus di Ugento bronzeo e la tomba dipinta di via Salentina. Intorno al IX secolo a.C., flussi migratori di probabile origine illirica si stanziarono nella penisola salentina e, fondendosi con le popolazioni locali, diedero origine alla civiltà Messapica, di cui Ugento fu uno dei centri urbani più grandi e potenti. Divenne una città-stato con una zecca e un proprio esercito, difesa da poderose mura. In questa stessa epoca, e poi anche in età romana, Ugento arrivò a disporre di un proprio scalo portuale sullo Ionio, presso Torre San Giovanni.

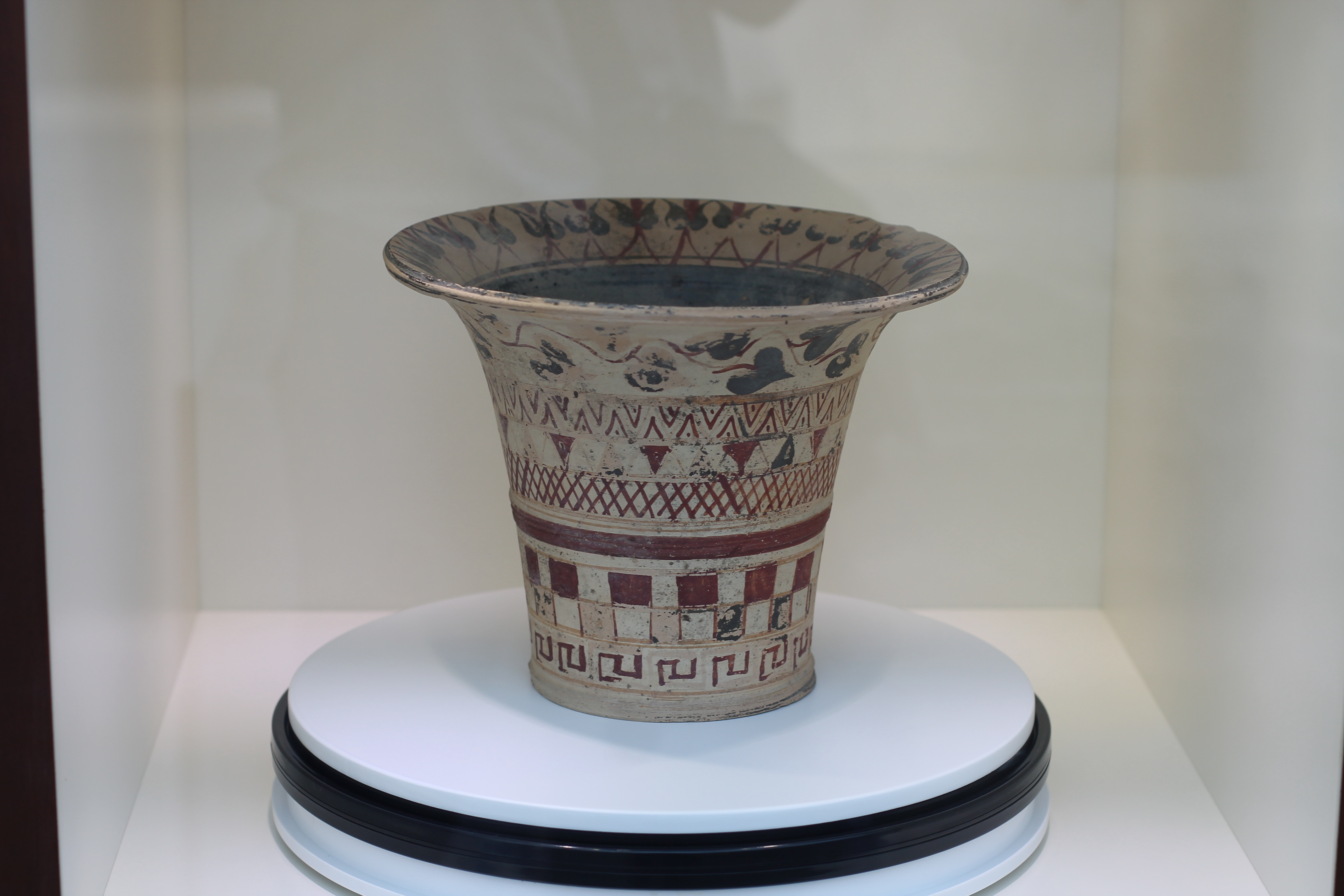
Reperto della fine del V secolo a.C. conservato nel Nuovo museo archeologico di Ugento

Durante l'Impero Romano, Ugento entrò a far parte del grande disegno espansionistico di Roma, divenendo municipio alleato. In occasione delle guerre puniche contro Cartagine, cercò di opporsi alleandosi con Annibale, nella vana speranza di riconquistare l'antica autonomia. L'epilogo della guerra in favore di Roma fu pagata a caro prezzo per opera del Console Romano Numerio Fabio Pittore eletto nel 266 a.C., che con le sue legioni attaccò e conquistò la Città. Fu l'ultima città messapica a resistere alle truppe romane. Nell'82 a.C. divenne municipio romano e seguì le sorti dell'impero. A questo periodo risalgono le fondazioni di diversi villaggi nel territorio circostante, quali Paternò, Geminiano (l'attuale Gemini), Varano, Pompignano, ecc.
Tra V e VI secolo, la città fu teatro di diverse invasioni barbariche (Visigoti, Vandali, Eruli, Ostrogoti) che si conclusero nel 545 con la distruzione da parte dei Goti. Subì una seconda distruzione ad opera dei Saraceni nell'842. Ugento risorse grazie all'apporto dato dai monaci basiliani, che contribuirono alla sua ricostruzione in cima all'acropoli. La città assunse la caratteristica fisionomia greca e fu dotata di nuove mura.
Con l'avvento dei Normanni intorno al 1071, il vescovato greco fu nuovamente sostituito da quello latino, anche se le due chiese greca e latina coesistettero per circa due secoli; fu riedificato il castello sulle rovine della fortezza romana e si ebbe un notevole incremento demografico. Verso la fine dell'XI secolo, la città fu infeudata per la prima volta a Pecicco de Trebigne e nel 1195 fu incorporata al principato di Taranto, che Federico Barbarossa concesse al figlio Enrico IV. Diverse furono le casate che si alternarono al governo di Ugento: i D'Aquino, gli Orsini, i Della Ratta, i Del Balzo. Nel 1537 fu nuovamente distrutta dalle truppe di Khayr al-Din Barbarossa. Successivamente passò sotto il controllo dei Pandone, dei Vaaz de Andrada, ed infine dei D'Amore, ultimi feudatari fino all'eversione della feudalità nel 1806.

### Simboli
Lo stemma e il gonfalone sono stati concessi con decreto del presidente della Repubblica del 6 marzo 2006.
Stemma
(D.P.R. 6 marzo 2006)
In precedenza lo stemma in uso dagli inizi del Novecento era leggermente diverso e rappresentava Ercole come era raffigurato sulle monete della zecca ugentina:
con la mano destra impugnava una clava, mentre con il braccio sinistro sorreggeva una cornucopia
ed un manto di leone; in alto a sinistra era raffigurata Nike, la Vittoria alata, nell'atto di incoronarlo e lungo il fianco destro dello scudo la scritta OZAN. OZAN è l'abbreviazione di Ozantini (Ugentini), che compare su alcuni tipi di monete arcaiche (sec. III-I a.C.).
Gonfalone

## Monumenti e luoghi d'interesse

### Architetture religiose

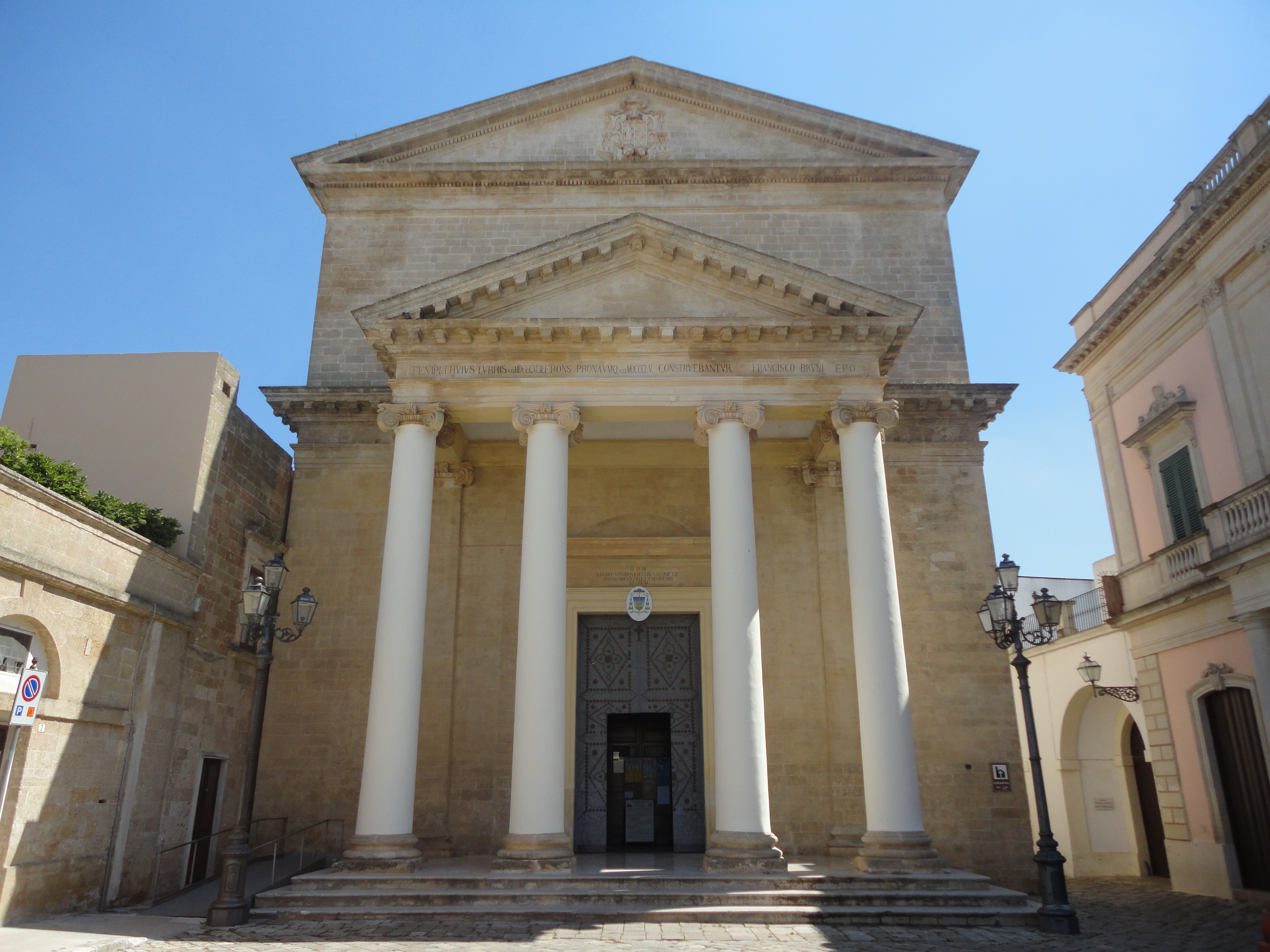
Cattedrale di Santa Maria Assunta

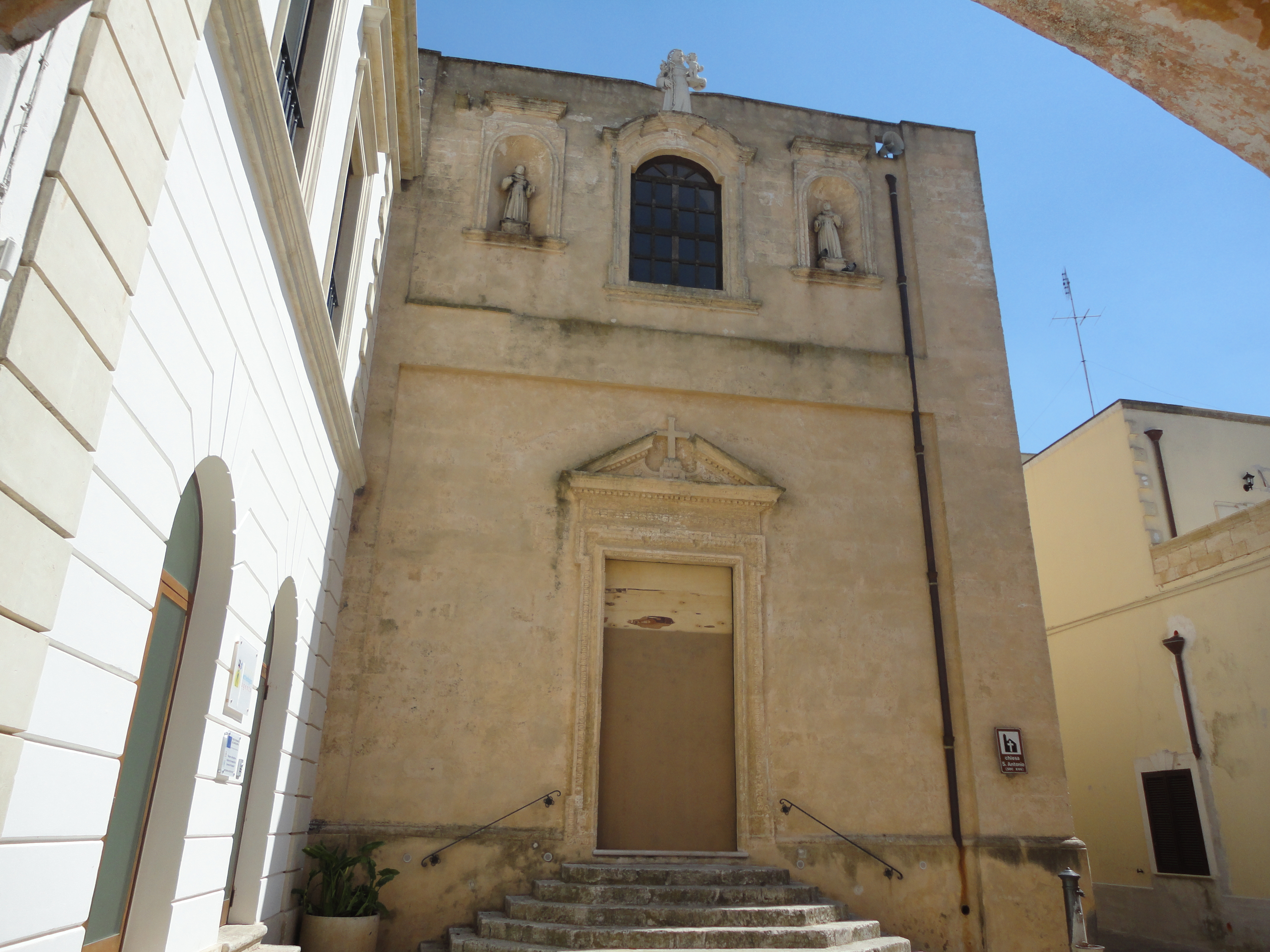
Chiesa di Sant'Antonio di Padova

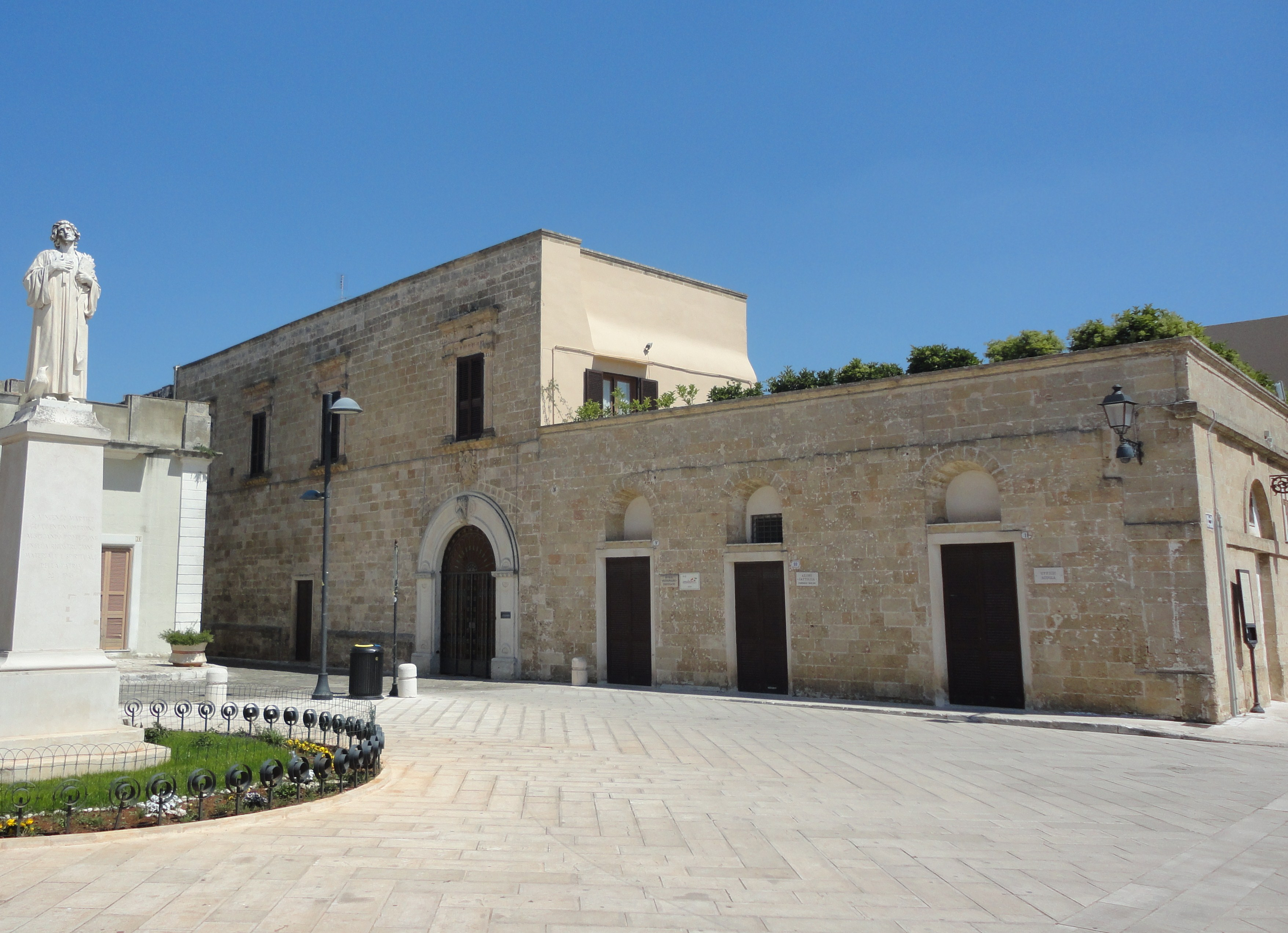
Palazzo Vescovile

- Cattedrale di Santa Maria Assunta fu realizzata agli inizi del XVIII secolo sullo stesso sito in cui sorgeva l'antica chiesa gotica, distrutta dall'incursione saracena del 1537. Fu consacrata ed aperta al culto nel 1745. La facciata è in stile neoclassico e fu edificata nel 1855. L'interno, a navata unica con pianta a croce latina, accoglie numerosi altari con tele di epoche diverse, alcune delle quali provenienti dalla precedente costruzione. Il presbiterio è adorno di un coro in legno d'ulivo, mentre l'altare maggiore e la balaustra, risalenti al 1740, sono in marmo policromo[22].
- Chiesa di Sant'Antonio di Padova, risale al XVII secolo ed è annessa all'ex monastero dei Frati Minori Osservanti edificato nel XV secolo.
- Santuario dei Santi Cosma e Damiano, di epoca bizantina, fu ampliato e ristrutturato nel 1886.
- Santuario della Madonna della Luce, ricostruito nel 1576 sul sito di un'antica chiesa distrutta durante le incursioni del 1537.
- Chiesa della Madonna Assunta e di San Biagio, riedificata più volte nel corso dei secoli, fu ricostruita intorno agli inizi del XIX secolo e aperta al culto nel 1881.
- Chiesa di Santa Maria di Costantinopoli, risalente agli inizi del XVII secolo, è inglobata in una struttura masserizia del XVIII secolo. All'interno, sia le pareti che la volta sono interamente affrescate.
- Cripta del Crocifisso, è un ipogeo a pianta trapezoidale adibito nei secoli a luogo di culto nel contesto del piccolo villaggio rupestre che lo circonda. Di origine basiliana, conserva un ciclo di affreschi eseguiti nel XIII-XIV secolo (prima fase) e nel XVII secolo (seconda fase).
- Chiesa di Santa Maria del Casale, di epoca bizantina, conserva alcuni affreschi duecenteschi e un quadro raffigurante la Madonna di Montserrat.
- Chiesa della Madonna del Curato, risale al XVI secolo.
- Chiesa di Santa Filomena.
- Chiesa di San Lorenzo, centro di una grancia basiliana, andò totalmente in rovina nel XVII secolo e ricostruita nelle forme attuali con un solo altare sovrastato da una tela di San Lorenzo del 1770.
- Chiesa Madonna delle Grazie o del Priore, risale al XVIII secolo.
- Palazzo Vescovile, sebbene realizzato nel corso del XVII secolo, conserva ancora traccia della struttura cinquecentesca, di cui permangono alcune camere. La struttura seicentesca venne completata nel 1731 con la costruzione dell'atrio, del portico e del corridoio che congiunge il lato del palazzo al corpo principale. Mons. Luigi dei Conti Zola, nel 1874, fece eseguire il pavimento del salone del trono a mosaico e Mons. Maselli nel 1881 fece abbellire la cappella del palazzo. Altre modifiche, sia pure non sostanziali, furono eseguite nel 1942, epoca in cui venne collocato nell'atrio il fonte battesimale dell'antica Cattedrale.
La prima istituzione del Seminario nella città di Ugento fu opera di Mons. Pietro Lazzaro Terrer nel 1705. Questi, grazie alla donazione di beni e somme di denaro da parte della famiglia Papadia, poté portare a termine l'opera che sorgeva nell'attuale Piazza Adolfo Colosso. Nei primi anni dell'Ottocento, il Seminario presentava numerose lesioni, tanto che l'attività educativa fu trasferita, per motivi di sicurezza, nell'ex monastero delle Benedettine. Nel 1858 iniziarono i lavori per la realizzazione dell'attuale Seminario, progettato dall'ingegnere Magliola di Napoli, che sarà inaugurato solo nel 1912. Intorno agli anni sessanta del secolo scorso l'edificio fu poi ampliato e restaurato[23].

### Architetture militari

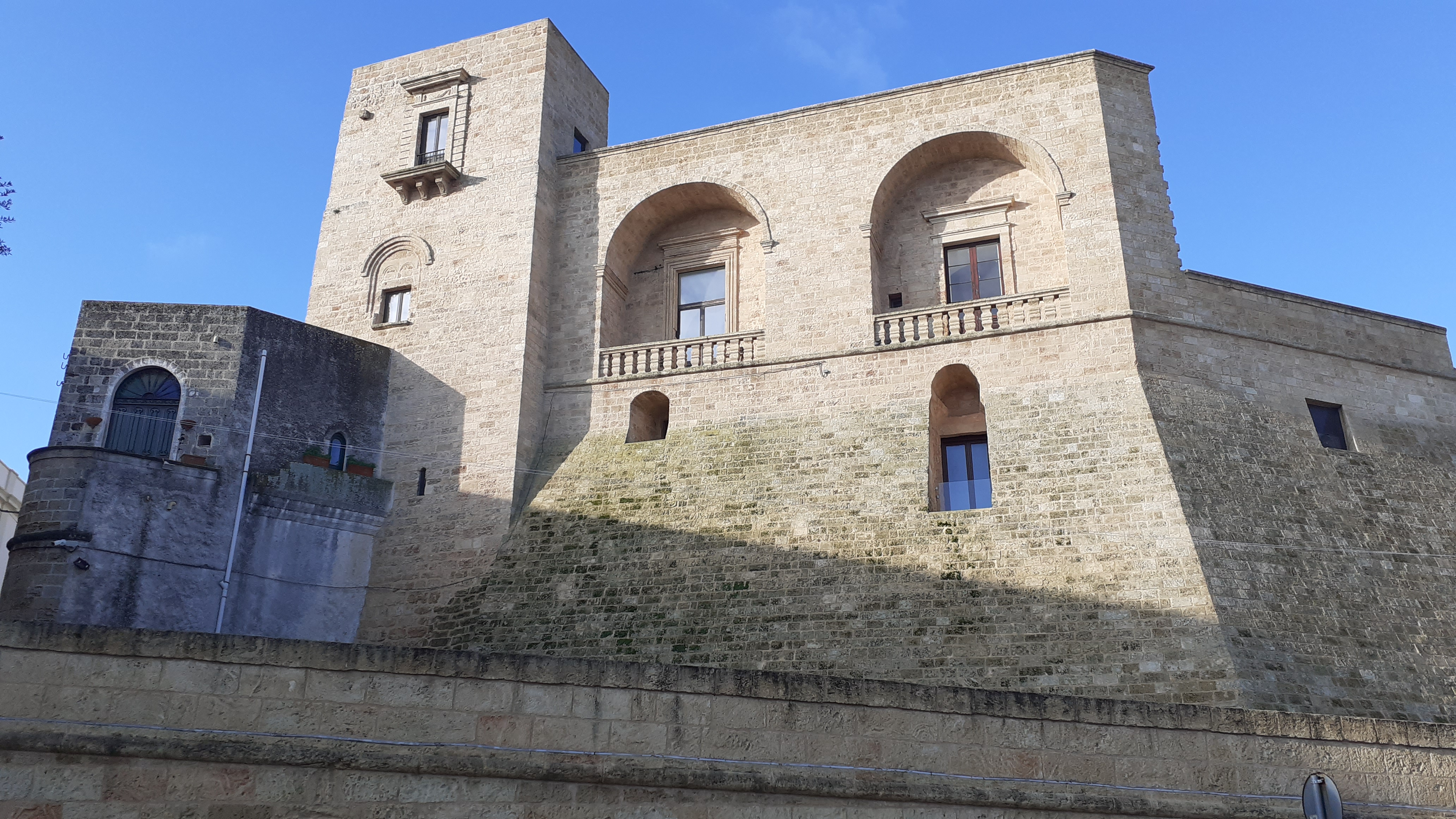
Castello di Ugento

- Castello di Ugento. Risalente al periodo normanno ma ampiamente rimaneggiato nel corso dei secoli, può essere definito una dimora-fortezza dall'impianto trapezoidale irregolare con torrioni ai vertici, voluti e fatti realizzare nel XV da Angilberto Del Balzo. Torrioni da ascrivere all'interno del grande progetto di difesa ossidionale delle coste salentine e meridionali, voluto dalla dinastia aragonese; da riconnettere all'interno del ridisegno generale delle difese del Regno commissionate dai regnanti napoletani agli architetti toscani: al fiorentino Giuliano da Maiano prima e successivamente all'architetto militare senese Francesco di Giorgio Martini[24]. In particolare ai due architetti toscani si deve la realizzazione dei due torrioni circolari, di cui uno crollato agli inizi del Novecento. Per quanto conerne invece i diversi feudati del Castello e del feudo sappiamo che nel corso dell'XI secolo, Pecicco de Trebigne divenne il primo feudatario della baronìa di Ugento, mentre durante il periodo angioino, quando il castello divenne regio (1272), fu retto da Giovanni Conte. Oggetto di numerose trasformazioni nel corso dei secoli XVI e XVII, il maniero fu ulteriormente rafforzato quando Ugento venne elevata a capo di Contea da Giovanni Antonio Orsini del Balzo. Nel 1537, a seguito dell'occupazione della città, il fortilizio fu gravemente danneggiato con la completa distruzione di buona parte dell'ala occidentale, di due torri e del torrione di tramontana. Toccò prima ai conti Pandone (1564) e, successivamente, ai marchesi d'Amore (1643) riportarlo agli antichi fasti. Alla committenza dei primi sono verosimilmente da ascrivere gli accomodi apportati ai due torrioni circolari, che furono adeguati per ricevere i pezzi di artiglieria utilizzando le scarpe di quelli angioini. Con i d'Amore, tra Sei e Settecento, l'edificio subì una radicale e definitiva trasformazione da struttura fortificata a palazzo residenziale[25]. Risalgono a questo periodo gli interventi di abbellimento nell'atrio con lunga balconata su teoria di arcate a bugne, la costruzione dello scalone a giorno con superfici integralmente rivestite di stucchi, e la decorazione delle sale al piano nobile con affreschi di soggetto mitologico. Tutto l'immobile a partire dal 2013[26] è stato oggetto di un integrale intervento di restauro, recupero e rifunzionalizzazione.

### Siti archeologici
- Tomba dell'atleta di Ugento, all'interno del Museo Archeologico.

## Edifici civili
- Palazzo Rovito

### Torri costiere di avvistamento

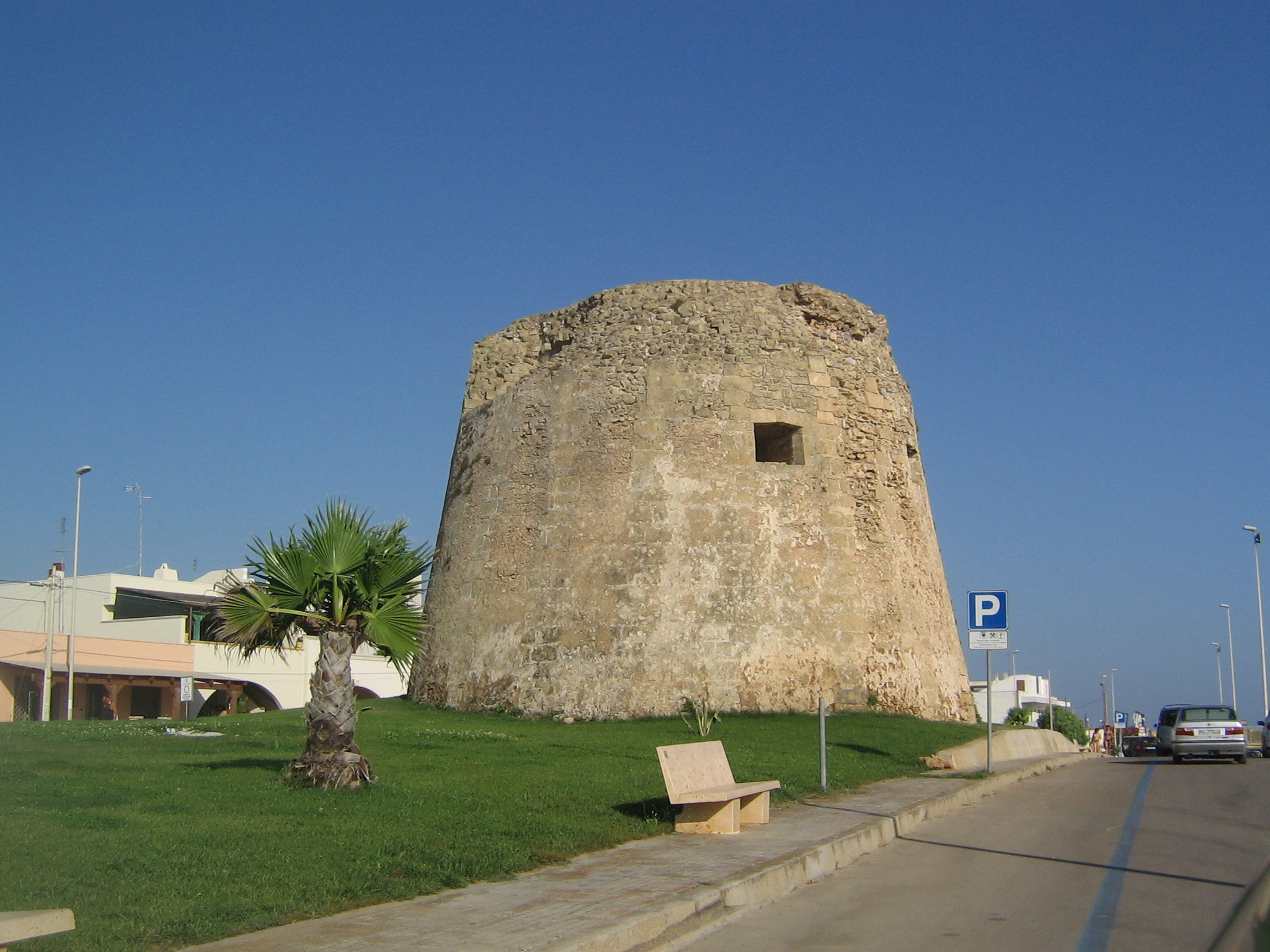
Torre Mozza

- Torre Mozza o Fiumicelli, fu realizzata nel 1565.
- Torre San Giovanni.

## Società

### Evoluzione demografica
Abitanti censiti

### Etnie e minoranze straniere
Al 31 dicembre 2017 a Ugento risultano residenti 357 cittadini stranieri. Le nazionalità principali sono:

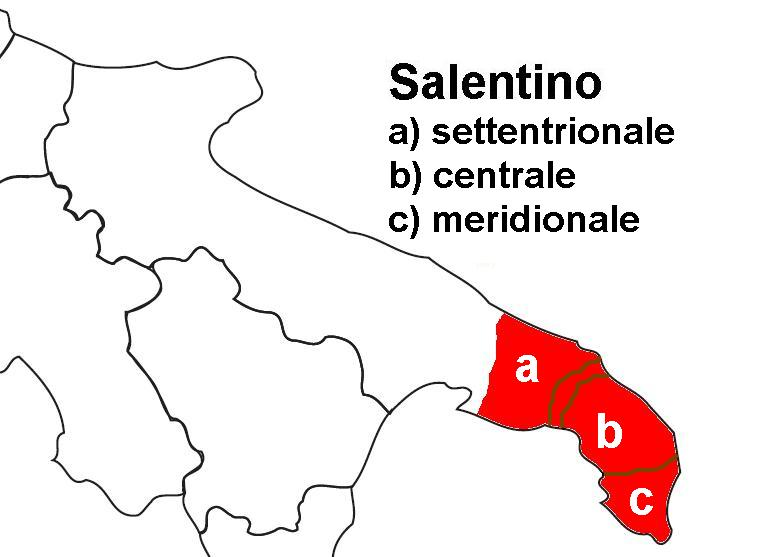
Diffusione del dialetto salentino

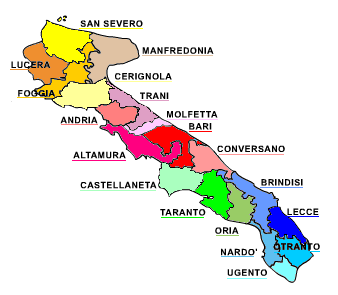
Regione ecclesiastica della Puglia

- Bulgaria - 66
- Romania - 66
- Albania - 44
- Germania - 38

### Lingue e dialetti
Il dialetto parlato a Ugento è il dialetto salentino nella sua variante meridionale. Il dialetto salentino, appartenente alla famiglia delle lingue romanze e classificato nel gruppo meridionale estremo, si presenta carico di influenze riconducibili alle dominazioni e ai popoli stabilitisi in questi territori nei secoli: messapi, greci, romani, bizantini, longobardi, normanni, albanesi, francesi, spagnoli.

### Religione
Ugento è sede della diocesi di Ugento-Santa Maria di Leuca, suffraganea dell'arcidiocesi di Lecce e appartenente alla regione ecclesiastica Puglia. È attualmente retta dal vescovo Vito Angiuli.
La diocesi fu eretta nel XIII secolo. Il 28 giugno 1818, in seguito al Concordato, la diocesi si ampliò incorporando il territorio della soppressa diocesi di Alessano in forza della bolla De utiliori dominicae di papa Pio VII.
Il 1º agosto 1959 assunse il nome attuale.

## Cultura

### Istruzione
Oltre a tre scuole elementari e due medie, una delle quali nella frazione Gemini, ha sede a Ugento l'Istituto Professionale per i Servizi Alberghieri e Ristorazione "F. Bottazzi".

### Enogastronomia

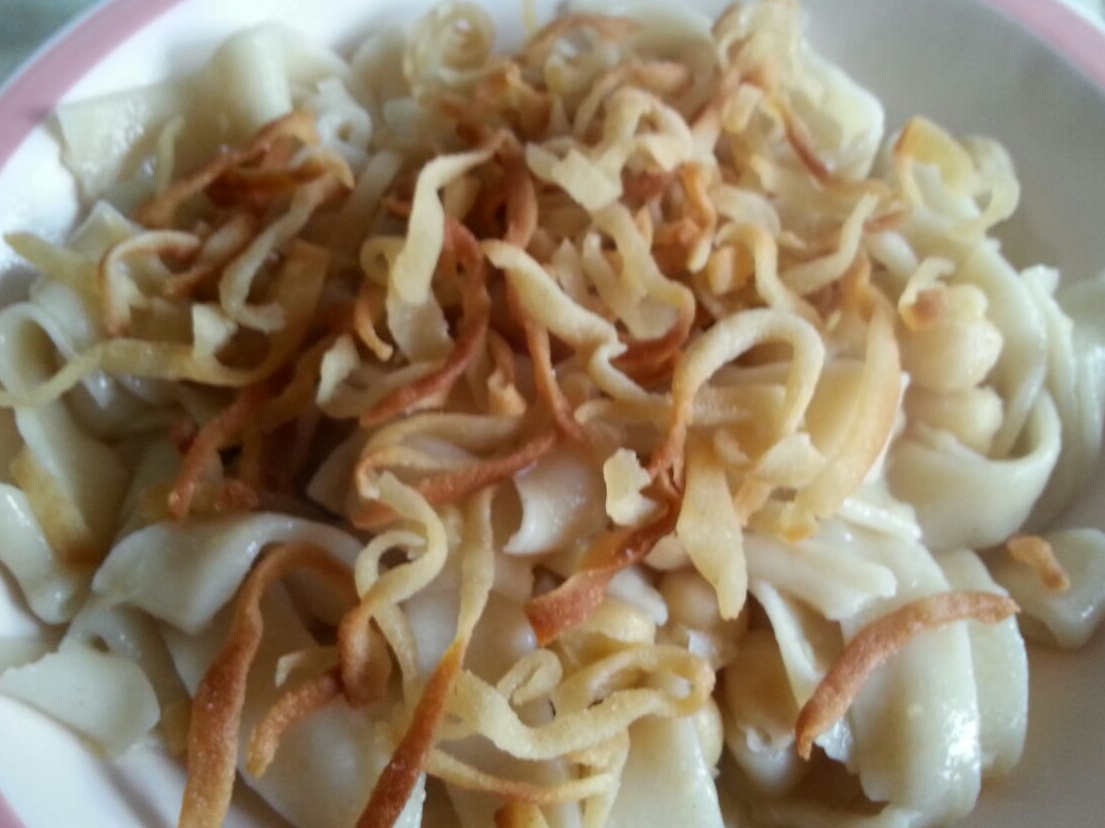
Un piatto di ciceri e tria

Le specialità culinarie di Ugento si iscrivono nella tradizione contadina: si tratta quindi per la maggior parte di piatti poveri, con ingredienti semplici e poco lavorati, facilmente reperibili in natura. Pur non presentando preparazioni strettamente connesse al proprio territorio, Ugento ha fatto di alcune ricette tradizionali la sua "bandiera", come nel caso di ciceri e tria. Si tratta sostanzialmente di una minestra di ceci (cìciri) calda, unita con un tipo di pasta fatta in casa (tria) preparata con un impasto di farina, acqua e sale, tirata in una sfoglia sottilissima e tagliata in striscioline irregolari. La tradizione prevede che una parte di questa pasta venga tenuta da parte, fritta, spezzettata e distribuita sui piatti prima di servire (frìzzuli). Questa pietanza viene tradizionalmente preparata il 19 marzo, giorno di San Giuseppe, in segno di devozione al santo. Si parla infatti di massa de San Giuseppe, dove massa è un altro nome dato alla medesima preparazione. La tria si può anche gustare, in alternativa, in minestra con cime di rapa fresche (culli mùgnuli), in questo caso senza frìzzuli. La composizione di questa pasta la rende inadatta a preparazioni asciutte o fredde, in quanto potrebbe risultare collosa. A ciciri e ttria è dedicata un'importante sagra, che si tiene nei mesi di luglio/agosto nel centro storico del paese che attira turisti e visitatori da paesi vicini e non.
Altri piatti tipici sono le fave nette (purea di fave accompagnata da crostini di pane fritto), la pitta di patate (sformato di patate arricchito con ingredienti vari, principalmente pomodoro, olive nere, peperoncino e formaggi) e lo scapece (pesciolini conservati in una specie di mollica dal colore giallo acceso e dal tipico odore pungente).

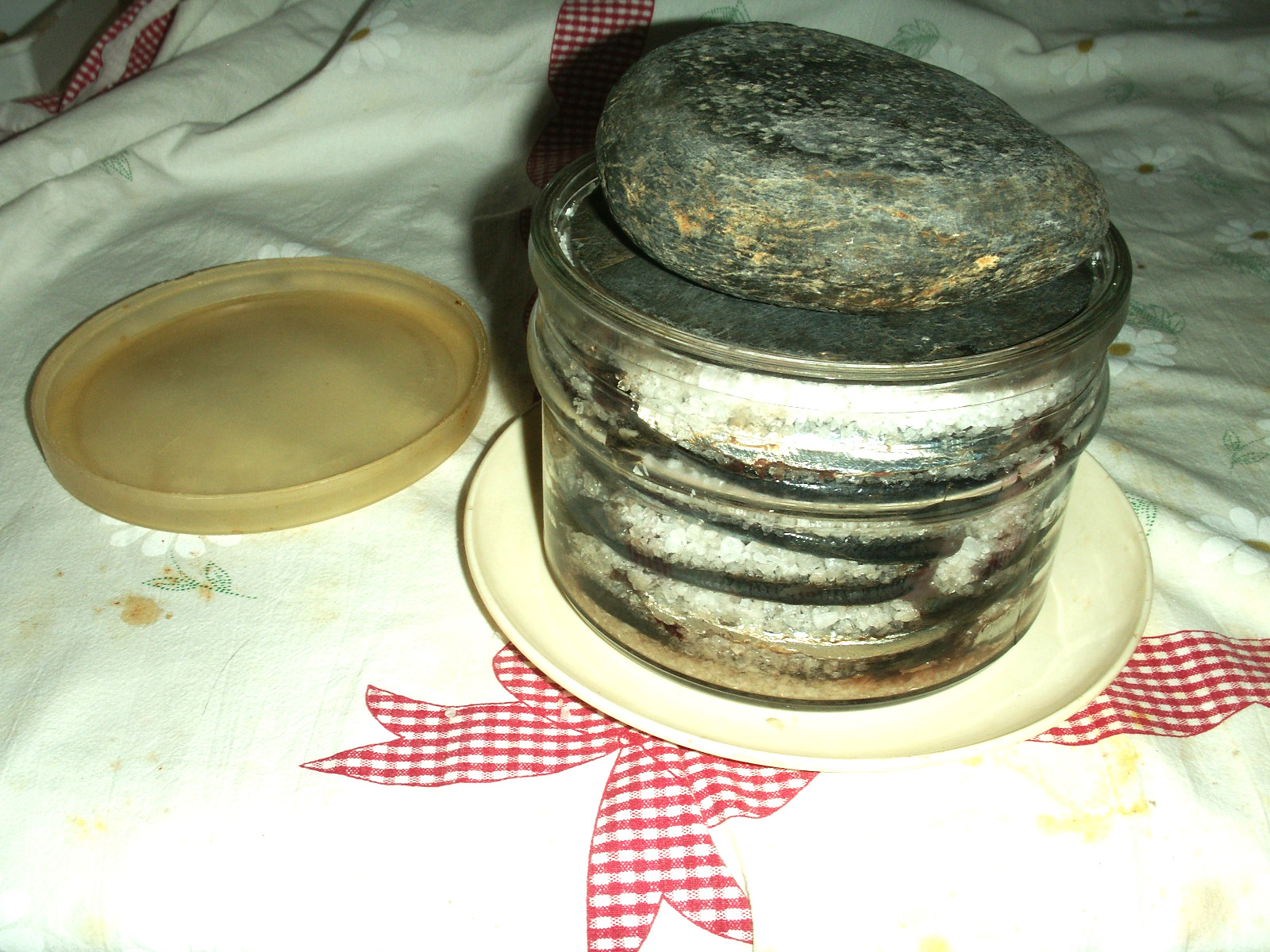
Arbanella di acciughe sotto sale

Nel periodo natalizio, ma non solo, le massaie si dedicano alla preparazione delle pìttule, ovvero delle frittelle tonde fatte di pasta molto lievitato tenute poi semplici (vuote), oppure con l'aggiunta nell'impasto di cime di rapa lessate, cavolo lessato, acciughe sotto sale, capperi, olive nere, pomodoro, peperoncino, ecc. Oltre alle pìttule è d'obbligo consumare lo stoccapesce (stoccafisso-merluzzo essiccato da non confondere con il baccalà -merluzzo salato di medesima provenienza norvegese), che viene acquistato un mese prima, tenuto a bagno e poi consumato la sera della vigilia di Natale. I dolci tipici di Natale sono invece i purceddhruzzi, piccoli gnocchetti fatti con farina, acqua, zucchero, lievito, anice, scorza e succo di arancia, fritti e poi colati con il miele. Il nome vuol dire "porcellini", perché una volta fritti questi dolci prendono una forma tondeggiante e leggermente allungata, simile appunto alla pancia di un maialino.

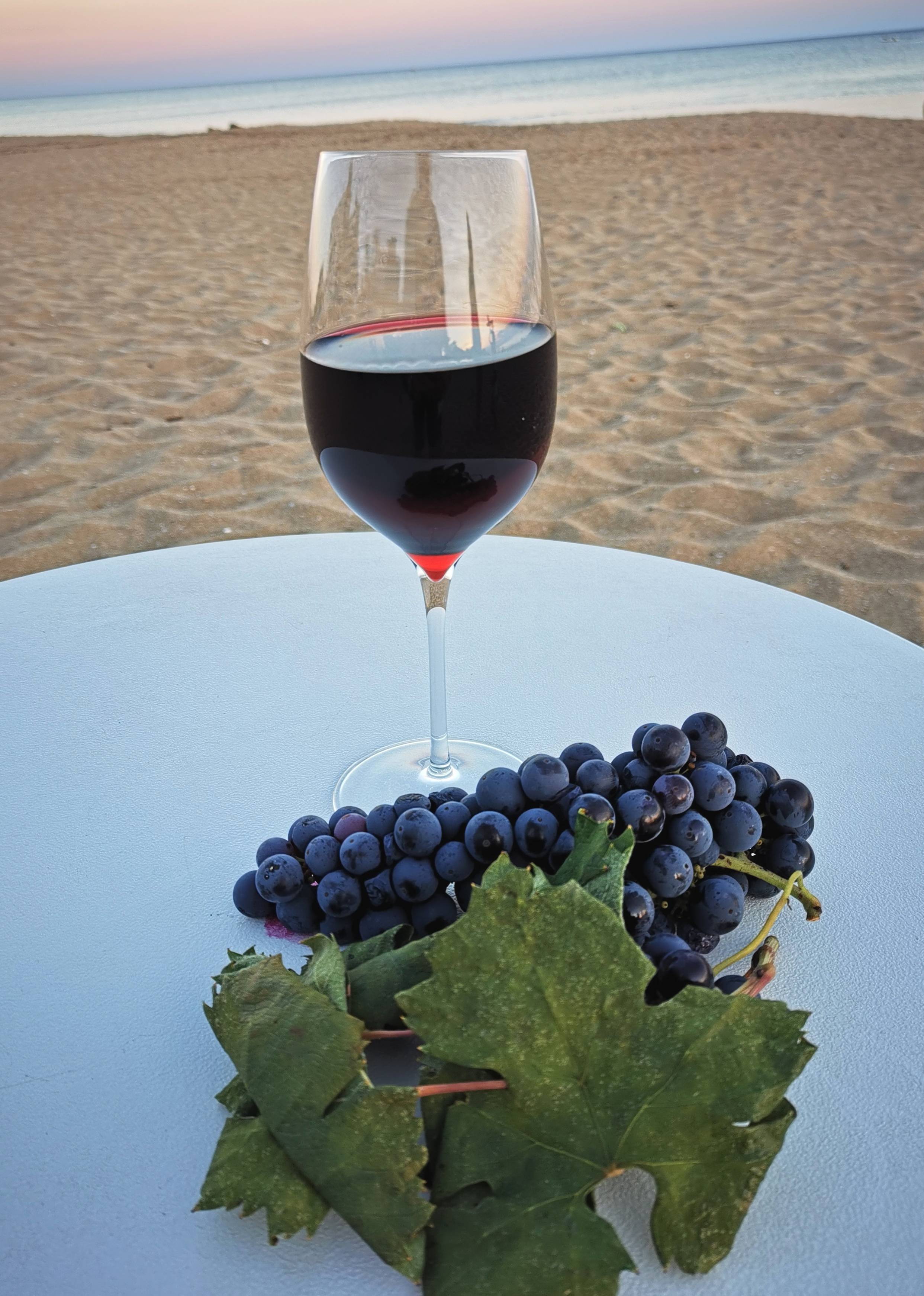
Bicchiere e grappolo di primitivo, vino tipico del luogo

A Pasqua, invece, si è soliti trovare sulle tavole i pecureddhri, ovvero agnellini fatti di pasta di mandorle che vengono generalmente benedetti durante la Santa Messa dell'Ultima Cena.
Come detto, la cucina ugentina tradizionale è sostanzialmente povera, ma non per questo meno gustosa. Ne sono un esempio le numerose ricette in cui vengono coinvolti i pampasciuni o lampascioni, una specie di cipolla selvatica che viene raccolta in settembre, successivamente lessata e tenuta a bagno in una soluzione di acqua e aceto, in modo da perdere il tipico sapore amarognolo. Conservati in vasi di vetro vengono poi impiegati in insalate, frittate, ma anche mangiati così semplicemente, in quanto il retrogusto amaro favorisce la digestione.
Altro dolce tipico sono le fiche culle mènnule: a settembre si raccolgono i fichi ormai giunti a maturazione, si spaccano a metà e si lasciano essiccare al sole per un paio di settimane (o più, a seconda delle dimensioni). Una volta secchi, si pone al centro di ogni fico una mandorla tostata, si richiudono le due metà, si pongono in vasi di vetro ricoperti di miele e si conserveranno così per tutto l'inverno.
Su tutto questo, non può mancare il vino. Il territorio di Ugento è coltivato a vigna per una consistente estensione, per cui il vino tipico è sostanzialmente autoctono. Fermo, principalmente rosso, o rosato, il vino tipico è del tipo "primitivo" e "negroamaro", molto robusto, adatto per accompagnare piatti saporiti come carni o sughi.
Anche ad Ugento è molto sentita la tradizione di San Martino (11 novembre), quando si suole assaggiare per la prima volta il vino novello, risultato dalla vendemmia settembrina. Per l'occasione si accompagna il bicchiere di rosso con grigliate miste e con castagne arrostite, rigorosamente alla brace.

### Eventi

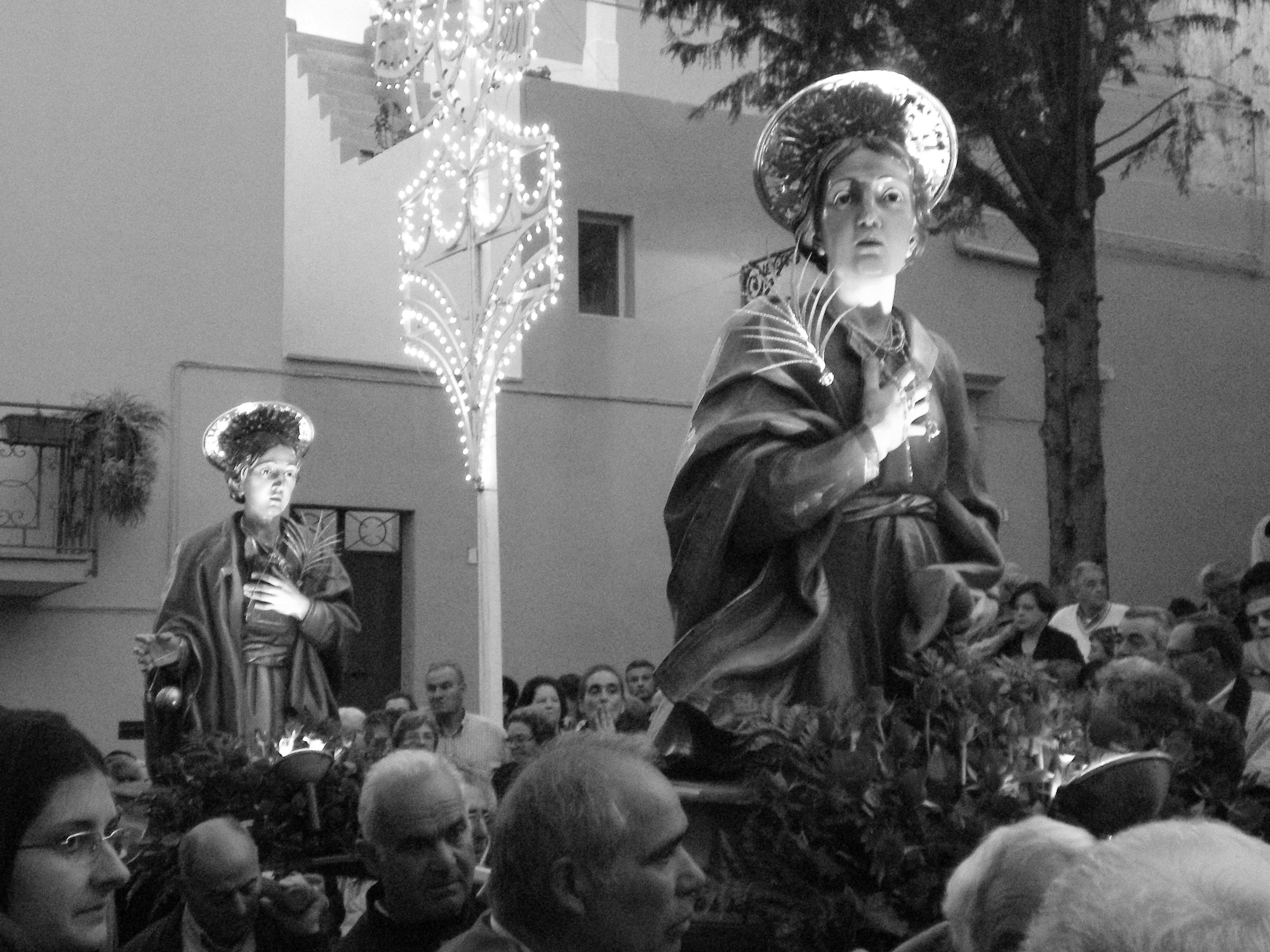
I Santi Medici escono dal santuario loro dedicato in Ugento

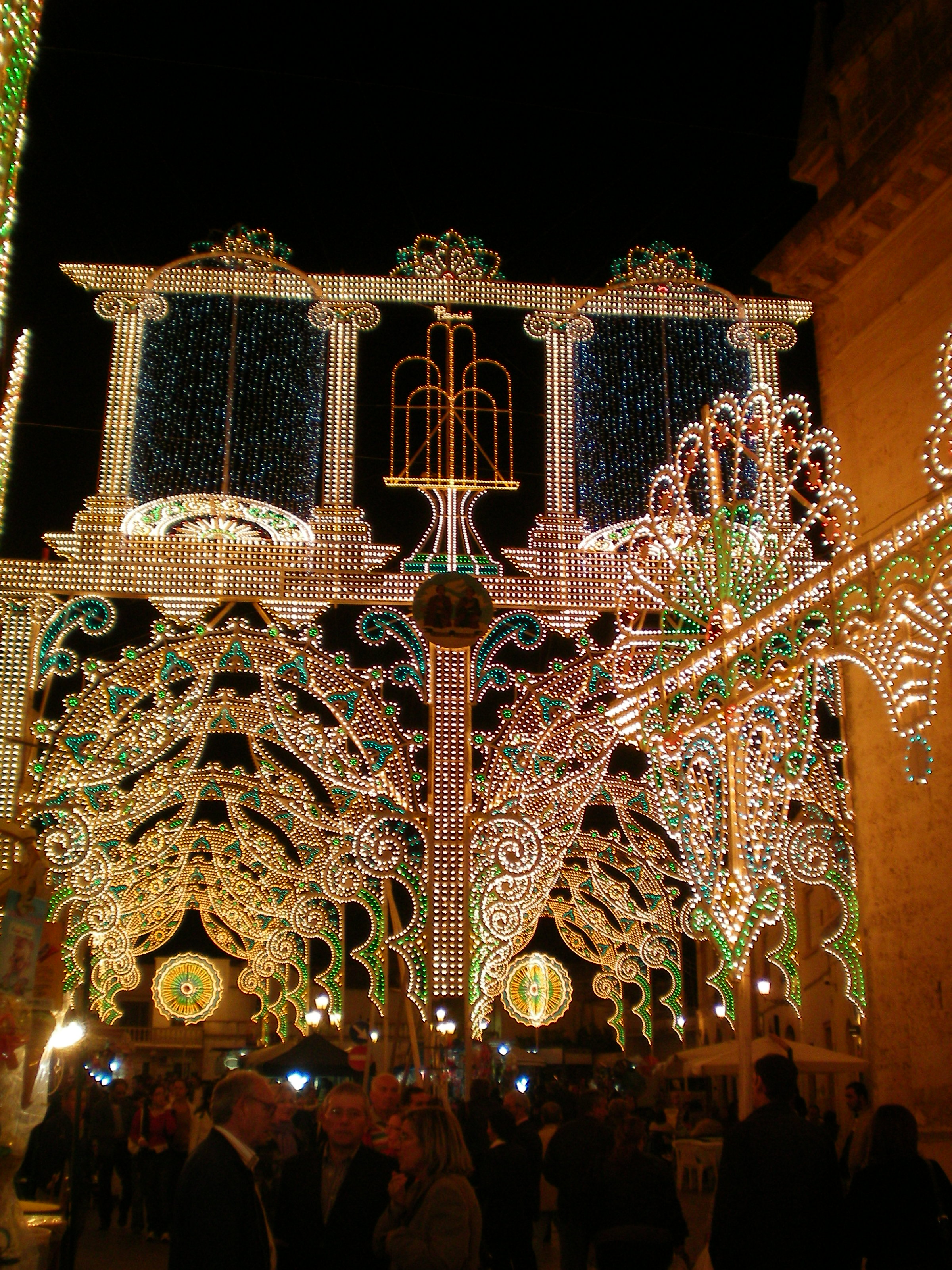
Luminarie installate per la festa dei Santi Medici Cosma e Damiano in Ugento

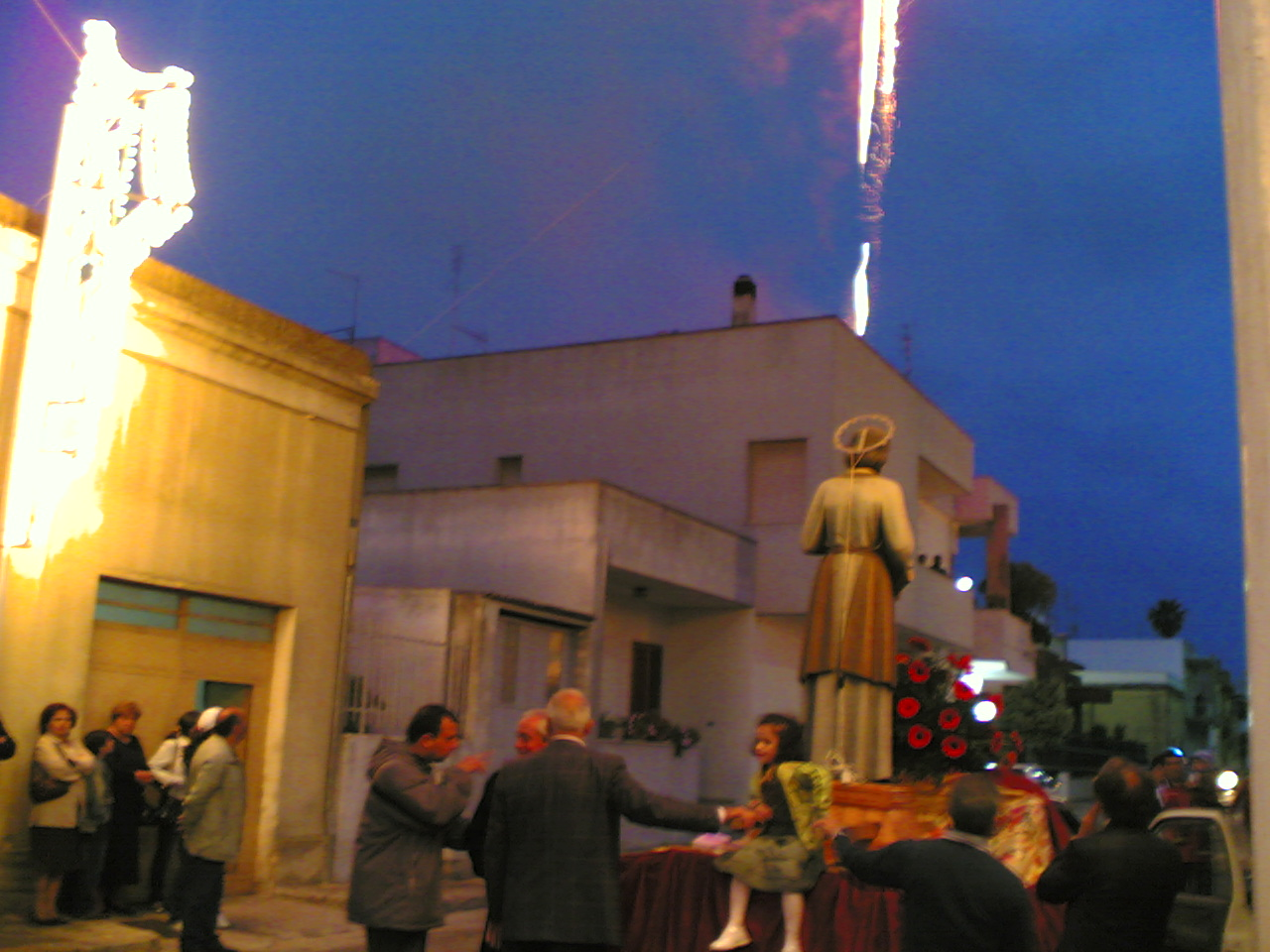
Processione in onore di San Giuseppe Artigiano

- Festa patronale e fiera di San Vincenzo (22 gennaio).
- Festa della Madonna della Luce (16 febbraio): Legata ad un antico miracolo. Si festeggia la Vergine nel luogo dove è avvenuto il miracolo, dopo una processione verso la chiesetta sorta in loco. Il santuario della Madonna della Luce risale al 1576 e sorge nel luogo dove anticamente sorgeva un'altra cappella di dimensioni più piccole, anch'essa dedicata alla Vergine e andata distrutta durante le invasioni saracene.

Il tempio assunse notorietà per via di un eclatante fatto miracoloso verificatosi nel 1563 a favore di un prete, don Didaco di Vittorio, da Afragola, Napoli, che cieco, in compagnia della sorella e guidato da un cane, si recava a Santa Maria di Leuca in pellegrinaggio.
Lungo il suo cammino si fermò per riposare al riparo delle rovine dell'antica chiesetta.
Assorto in preghiera, essendo intanto sopraggiunto un furioso temporale, fra il bagliore delle folgori che squarciavano il cielo, egli ebbe la ventura di riacquistare la vista, scorgendo come prima cosa l'effigie di un'antica immagine della Madonna affiorante dal terreno, dal suo cane.
Il vescovo del tempo, Monsignor Antonio Minturno, richiamato dalla voce del popolare di così grande prodigio operatosi alle porte della città, si recò di persona sul luogo e, recuperata la lastra di pietra con impresso il dipinto, la chiamò Madonna della Luce, per via della guarigione ivi operata. Il famoso dipinto è conservato sull'altare maggiore.
- San Giuseppe (19 marzo): è consuetudine dar fuoco alle "focareddrhe", covoni di rami d'ulivo provenienti dalla mondatura annuale.
- Pasquetta alla Madonna del Casale: scampagnata all'eremo del Casale, una collinetta vicino al paese sul quale è sita un'antica chiesa costruita da un naufrago sopravvissuto a una tempesta grazie all'intervento della Madonna. Si tiene il lunedì successivo al lunedì dell'Angelo.
- Festa di San Giuseppe Artigiano (1º maggio): festa dei lavoratori, festeggiato presso la parrocchia del Sacro Cuore di Gesù, con Sante Messe nella mattinata, processione nel tardo pomeriggio. Il programma civile comprende la sagra del dolce.
- Festa della Madonna dell'Aiuto (seconda domenica di agosto): con processione in mare.
- Festa e fiera dei Santi Medici (26-28 settembre).
- Premio internazionale di archeologia Zeus città di Ugento (settembre): il premio è un evento che si ripete annualmente ed ha come scopo quello di dare un riconoscimento pubblico a coloro che si distinguono nel campo dell'archeologia. Le sezioni del premio sono:
  - Giovani laureati in Archeologia in Italia ed all'estero;
  - Premio alla carriera;
  - Innovazione e Tecnologia;
  - Restauro Archeologico;
  - Investimenti in Ricerca;
  - Missione all'estero;
  - Trasmissione Televisiva.
- Premio Mauro Carratta (giugno): in ricordo di un giovane artista ugentino prematuramente scomparso, si tiene ogni anno gli inizi della stagione estiva un premio canoro per autori di crescente importanza, volto alla scoperta e alla promozione di giovani talenti musicali.

## Economia

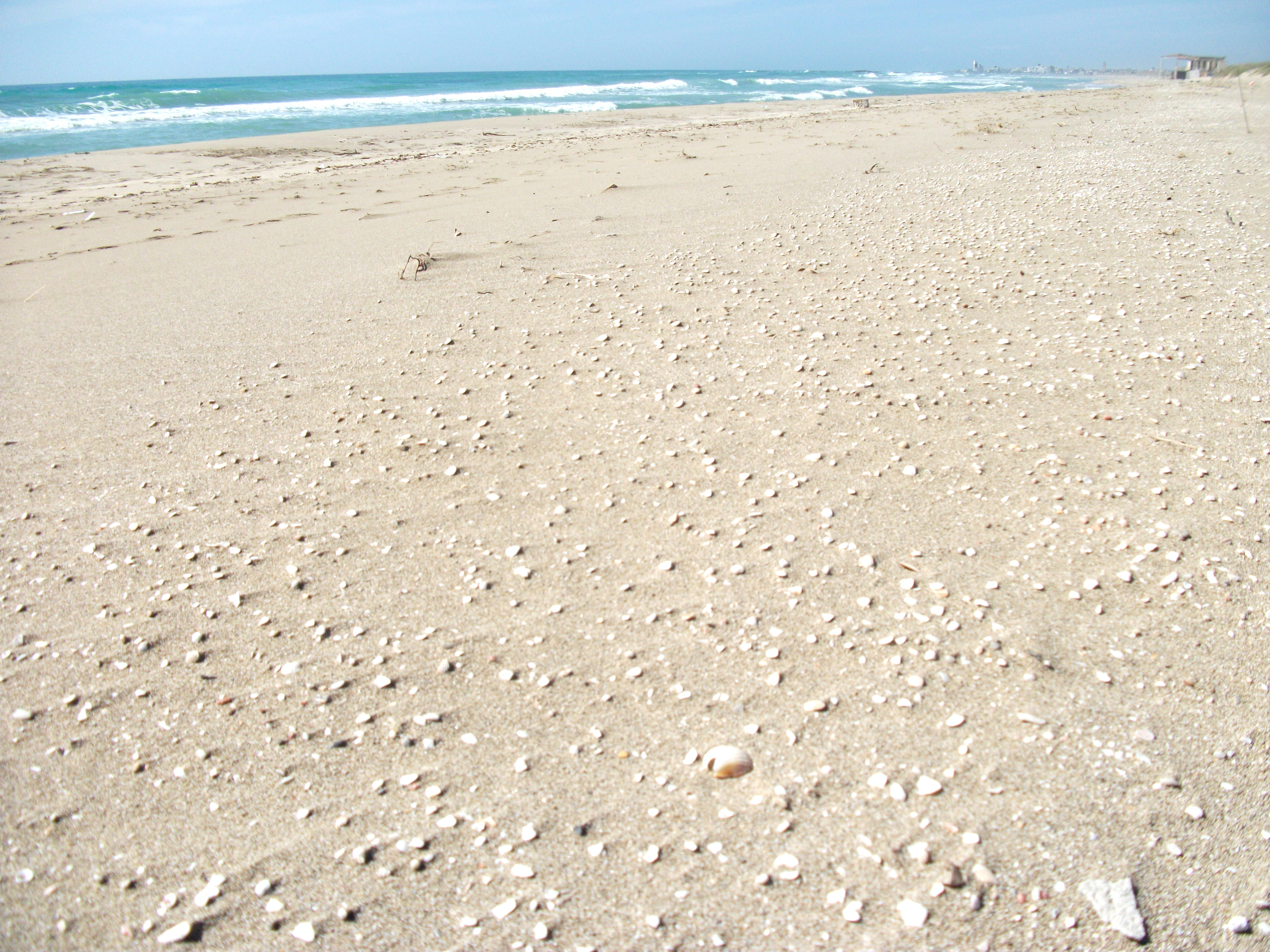
Conchiglie sulla spiaggia di Ugento. Il turismo è uno dei principali settori economici del luogo

L'economia si basa sul settore primario, sulla trasformazione dei suoi prodotti e sul turismo.
Fra le varie coltivazioni presenti, predominanti sono quelle della vite e dell'ulivo, le cui industrie associate sono fiorenti. Sono inoltre diffusi la pesca e l'allevamento di ovini e di pollame. Viene effettuata l'estrazione del tufo da alcune cave.
Il settore turistico si è notevolmente ampliato nell'ultimo decennio, facendo dell'area di Ugento e in particolare di Torre San Giovanni una meta del turismo estivo. A conferma è lo sviluppo e l'aumento di infrastrutture turistiche (case di villeggiatura e alberghi, ristoranti, spiagge, agriturismi, locali notturni, manifestazioni culturali). L'aumento delle presenze è determinato da più fattori: l'economicità dell'offerta, le bellezze del territorio e la presenza del tipico folklore locale.
Con Determina nº 245 del 03.06.2008, l'Assessorato allo Sviluppo Economico della Regione Puglia, ha disposto l'iscrizione di Ugento nel Registro Regionale delle località ad economia turistica.

## Infrastrutture e trasporti

### Strade
I collegamenti stradali che interessano il comune sono:
- Strada statale 101 Salentina di Gallipoli, Lecce-Gallipoli;
- Strada statale 274 Salentina Meridionale, Gallipoli-Santa Maria di Leuca,
- Strada Provinciale 65, Ugento-Torre San Giovanni;
- Strada Provinciale 66, Ugento-Taurisano;
- Strada Provinciale 72, Ugento-Casarano;
- Strada Provinciale 91, Torre San Giovanni, Torre Mozza, Lido Marini
- Strada Provinciale 290, Ugento, Torre San Giovanni, Felline,
- Strada Provinciale 291, Ugento, Gemini, Torre Mozza,
- Strada Provinciale 325;

### Ferrovie
La cittadina è servita dalla stazione ferroviaria di Ugento-Taurisano posta sulla linea Novoli-Gagliano del Capo gestita dalle Ferrovie del Sud Est.

## Amministrazione
Di seguito è presentata una tabella relativa alle amministrazioni che si sono succedute in questo comune.
| Periodo           | Periodo           | Primo cittadino       | Partito                                                        | Carica              | Note   |
| ----------------- | ----------------- | --------------------- | -------------------------------------------------------------- | ------------------- | ------ |
| 13 settembre 1985 | 31 ottobre 1989   | Antonio Congedi       | Democrazia Cristiana                                           | Sindaco             | [ 29 ] |
| 29 dicembre 1989  | 2 luglio 1990     | Pantaleo Provenzano   | Democrazia Cristiana                                           | Sindaco             | [ 29 ] |
| 2 luglio 1990     | 17 novembre 1992  | Alessandro D'Ambrosio | Partito Comunista Italiano, Partito Democratico della Sinistra | Sindaco             | [ 29 ] |
| 17 novembre 1992  | 15 settembre 1994 | Antonio Congedi       | Democrazia Cristiana                                           | Sindaco             | [ 29 ] |
| 17 gennaio 1994   | 9 marzo 1994      | Mario Miglietta       |                                                                | Comm. straordinario | [ 29 ] |
| 15 settembre 1994 | 21 novembre 1994  | Angelo Sorino         |                                                                | Comm. straordinario | [ 29 ] |
| 21 novembre 1994  | 30 novembre 1998  | Francesco Pacella     | Partito Popolare Italiano                                      | Sindaco             | [ 29 ] |
| 30 novembre 1998  | 2 giugno 2000     | Gabriele Congedi      | centro-sinistra                                                | Sindaco             | [ 29 ] |
| 2 giugno 2000     | 14 maggio 2001    | Antonio Andriolo      |                                                                | Comm. straordinario | [ 29 ] |
| 14 maggio 2001    | 16 maggio 2011    | Eugenio Ozza          | Alleanza Nazionale                                             | Sindaco             | [ 29 ] |
| 16 maggio 2011    | 4 ottobre 2021    | Massimo Lecci         | lista civica: Cittadini protagonisti                           | Sindaco             | [ 29 ] |
| 4 ottobre 2021    | in carica         | Salvatore Chiga       | lista civica: Cittadini protagonisti                           | Sindaco             | [ 29 ] |

## Sport
La principale squadra di calcio della città è l'A.S.D. Ugento 1984 che milita nel girone H di Serie D. I colori sociali sono: il blu ed il giallo inizialmente è attualmente il giallo e il rosso. È nata nel 1984.
La squadra di pallavolo maschile storica di Ugento è la Pallavolo Falchi Ugento, che invece milita nel campionato di prima divisione maschile. La pallavolo ad Ugento fu iniziata da Don Tonino Bello, il quale allora Rettore del Seminario Vescovile di Ugento, faceva giocare alcuni giovani di Ugento nel campetto all'interno del seminario. Per questioni di spazio l'attività sportiva si spostò presso l'oratorio di Ugento, quando era Parroco Mons. Leopoldo De Giorgi. Quest'ultimo quando la squadra era all'inizio della sua avventura sportiva, e si giocava la domenica mattina, "consigliava" ai giocatori di vedere, prima di giocare la partita, la Santa Messa.
Ha iniziato la sua carriera proprio in questa squadra un ugentino illustre, Mirko Corsano, poi Campione del Mondo con la Nazionale italiana di pallavolo nel 1999 e insignito in quell'occasione anche del titolo di miglior libero del torneo. Il testimone poi lo ha passato a Massimo Colaci.
Sempre i Falchi videro anche la presenza tra le proprie file di un giovane Ferdinando De Giorgi. Il miglior piazzamento della squadra fu costituito dalla militanza in serie A1 nell'anno 1981/82 con il nome di Victor Village Ugento. La pallavolo femminile, a cura della Società Volley Team Ugento, milita ormai da alcuni anni nella serie C regionale.